# 西阿知地区
西阿知地区（にしあちちく）は、岡山県倉敷市倉敷地域にある地区である。かつての浅口郡西阿知町（にしあちちょう）にあたる。

## 概要
倉敷市街地の西部、高梁川下流左岸に位置し、三日月状の形をした地域である。西阿知町（にしあちちょう）・西阿知町西原（-にしばら）・西阿知町新田（-しんでん）・片島町（かたしまちょう）からなる。
地区の土地の殆どは河川の堆積と新田開発による低平地で占められ、約15,500人が居住する。地場産業として｢い草｣製品が有名で、萩原工業創業の地である。
かつて、駅のある旧市街の周辺は稲作やい草栽培が盛んな農業地区で道路事情は後れていたが、近年になって旧市街を囲むように国道2号玉島バイパスに県道笠岡線とそれらを結ぶ都市計画道路等の整備がすすみ、東に隣接する中州地区の大型ショッピングモールの進出等の環境変化により宅地開発が増えている。
かつては米やイグサの栽培が大変盛んで、代表的な特産品に花莚があり、全国屈指の産地であった。近年は生産量の減少とともに、原料のイグサ栽培の衰退からPP（ポリプロピレン）を使用する業者が多くなっている。

## 地域

### 西阿知町

#### 西阿知
西阿知地域の中核をなす地区である。住所表記・地図表記は西阿知町。
地区内はほとんどがかつては海域で、近世の干拓による地であるが、一部は古くから陸地でありで、新屋敷集落からは弥生後期式の土器が多く発掘されている。
近世に入ると、干潮時に阿智潟という干潟が広がっていたため、その干潟を干拓し、新田が多く開発されるようになる。元和2年に西阿知村の十二貫尻と丸川の地を開発して新田を造成した。十二貫尻は備前岡山藩領、丸川は元禄10年に新見藩領となる。
戦国時代、天正年間から毛利氏の勢力下となっていたが、江戸時代になると幕府領となり、当時松山にあった代官所の管轄となり、代官の小堀氏の支配下となった。
地名の由来は諸説あり、古代の浅口郡阿智郷に比定される地であり、比較的近いところにあったとされる窪屋郡阿智郷に対して、西方にあることから西阿知とする説が有力である。他に、阿智潟を干拓してできた地が大半である地であるため、阿智潟の西に位置することから西阿知とする説もある。
幕末の『備中村鑑』には、浅口郡西阿知村、備前領1037石4斗9合、松井彦右衛門。また、新見領443石9斗8升3合、丸川延太郎とある。
明治期になり、明治24年7月に同地に現在のJR山陽本線の前身である山陽鉄道が開通。国鉄になった後、大正9年5月25日に西阿知駅が開業した。
昭和期までは米・い草栽培と花莚の製造で栄えたが、現在は幹線道路が近くに造成されたため、宅地や商店・企業が大幅に増加。人口も急激に増加している。

#### 西阿知新田
住所表記・地図表記は西阿知町新田。
倉敷地域の南東部・水島地域の北東部に位置する連島山塊の北部にある平地に位置し、西阿知地区の南端部になる。東西に長い領域を持っている。三日月状の西阿知地域の領域の内、南から南東へ突き出たような形となっている。
西部は同地域の片島、北部に中島、東部は大高、南部は水島地域と接する。
もともとは吉備の穴海の一部であったが、江戸時代初頭には、干潮時に干潟が広がるようになった。寛永6年に備前岡山藩が干潟の一部を干拓して新田開発を行い、22町あまりを造成した。寛文12年に岡山新田（鴨方）藩の所領となる。
開墾時には萱野新田（かやのしんでん）村と呼んでいたが、後に西阿知新田村に改称した。
明治期になると、浅口郡西阿知村と合併し、西阿知村の大字新田となる。その後周辺との合併や改称により、河内村新田、河内町新田、西阿知町新田と変遷し、旧倉敷市に編入合併すると他地域の新田との混同を避け、大字を西阿知町新田と称する。その後、新・倉敷市となり現在に至る。
元々は農業地帯で、米・イグサなどを栽培していた。現在は、同地西端を国道429号、東端を岡山県道188号水島港線をそれぞれ通り、当地内は住宅化が進んだ。

#### 西原
住所表記・地図表記は西阿知町西原。
西阿知地域内の北西に位置し、高梁川の東岸にあたる南北に長い地区である。
元は浅口郡西原村と呼ばれ、関ヶ原の戦い後に江戸幕府領となるも、後に備前岡山藩領となる。元和2年に十二貫尻を開発してさらに新田を増やした。後、明治維新まで岡山藩領に属し、石高は855石7斗2称合、守屋姓の名主がいた。
正保期に描かれた備中古図には、浅口郡に西原村が記載されている。
明治になると南に接する片島と合併し甲内村（こううちそん）、その後西阿知村と合併し河内村、河内町を経て西阿知町となり、さらに旧倉敷市に編入後、新・倉敷市となり、現在に至る。
西阿知地域内の他地区同様、元は農村地帯で米・い草の栽培が盛んであったが、現在は幹線道路の整備などにより、宅地化が著しい。
高梁川西岸の船穂地区とは、船穂橋で連絡している。

### 片島町
高梁川東岸に位置し、西阿知地区内の南部にあたる南北に長い地区である。
地区北端部に片島山と呼ばれる小高い丘があり、丘上には片島神社などの寺社があり、かつてはこの丘は島であった。周囲は海域であったが、長年にわたる高梁川の運ぶ土砂の堆積の作用により、江戸時代前期には干潮時は干潟が広がるようになった。そのため干潟の中の島であることから「潟島」と呼ばれるようになり、片島や堅島などと表記されるようになった。
南北朝時代の頃、豪族二階堂氏がこの島に城を築き、足利氏に属したといわれている。
江戸時代になると慶長5年より江戸幕府直轄領となり、元和2年に島の周囲の干潟を干拓し、片島新田を開墾した。寛永6年にはさらに干潟を開墾し、新たに新田を開発した。
幕末の『備中村鑑』には、浅口郡堅島村、828石4斗6升7合5勺、名主には中原健蔵とある。
明治期には北方の西原村と合併し甲内村に、その後西阿知村と合併し河内村、河内町を経て西阿知町となり、後には旧倉敷市に編入、新・倉敷市となり、現在に至る。
巻倒（まきたおし）集落は、当地の南端に位置し、水島地区の連島町西浦の宮浦集落と大橋川を挟んで接している。宮浦水門の高梁川出口があり、水羽波止（みずはねばと）の石巻工事を倒した跡がそのまま地名になった。当集落で、国道429号と岡山県道428号倉敷西環状線が分岐する。
当地北部を東西に国道2号玉島バイパスが通り、高梁川対岸の玉島地区へ高梁川大橋で連絡。また北東から南西へ、旧国道2号（国道429号）が縦貫している。そのため企業・商店の立地や宅地開発が盛んに行われ、かつて米やい草を栽培した農地は変貌した。企業では、玉島発祥でハエ取りリボンでシェア世界トップのカモ井が所在している。

## 人口・世帯数
平成24年9月末現在。
| 町字         | 世帯数 | 男性人口 | 女性人口 | 総人口 | 備考 |
| ------------ | ------ | -------- | -------- | ------ | ---- |
| 西阿知町     | 2478   | 3094     | 3324     | 6418   |      |
| 西阿知町西原 | 1579   | 2047     | 2112     | 4159   |      |
| 片島町       | 1243   | 1698     | 1784     | 3482   |      |
| 西阿知町新田 | 656    | 821      | 828      | 1649   |      |
| 合計         | 5956   | 7660     | 8048     | 15708  |      |

## 郵便番号
- 西阿知町 - 710-0807
- 西阿知町西原 - 710-0806
- 西阿知町新田 - 710-0804
- 片島町 - 710-0805

## 学区
小学校区
ほぼ全域が西阿知小学校である。ただし、片島町のうち巻倒集落は隣接学区（連島北小学校）、西阿知町のうち岡山県道60号倉敷笠岡線および岡山県道396号酒津中島線以西は隣接学区（中洲小学校）となる。
中学校
上記の中洲小学校区にあたる所は西中学校、残る全域は第一中学校。

## 主要産業・特産品
- 農業
  - 米
  - イグサ
- 花筵
- ゴザ
- ハエ取りリボン
- マスキングテープ

## 主要施設
公共施設
- 倉敷市役所西阿知市民サービスコーナー - 西阿知
- 倉敷市西阿知公民館 - 西阿知

教育保育機関
- 倉敷市立西阿知小学校 - 西原
- 倉敷市立倉敷第一中学校 - 西阿知
- 倉敷市立西阿知幼稚園 - 西原
- 遍照保育園 - 西阿知
- 片島保育園 - 片島
- 岡山県立水島工業高等学校 - 西阿知

行政機関
- 中国地方整備局岡山河川事務所高梁川出張所 - 西原

郵便局
- 西阿知郵便局 - 西阿知
- 大橋郵便局 - 新田

金融機関
- 中国銀行西阿知支店 - 西阿知
- 水島信用金庫西阿知支店 - 西阿知

企業
- 萩原工業 - 西原
- 明治乳業 - 西阿知
- 晴れの国岡山農業協同組合 - 西阿知
- カモ井加工紙 - 片島
- 倉敷化工 - 片島
- 山陽新聞印刷センター - 片島
- 萩原貿易 - 片島
- 山陽鉄工 - 片島
- 石井鉄工所 - 片島
- タカナシ乳業 - 片島
- ペガサスキャンドル株式会社- 西阿知
- 小原建築-西阿知

小売店
- 天満屋ストア ハピーマート西阿知店 - 西原
- 仁科百貨店 フードバスケット西原店 - 西原
- 仁科百貨店 フードバスケット西阿知店 - 西阿知

神社仏閣
- 天満神社 - 西原
- 五社宮 - 西原
- 熊野神社 - 西阿知
- 片島神社 - 片島
- 恵比須神社 - 新田
- 遍照院 - 西阿知
- 定光寺 - 西阿知
- 極楽寺 - 西阿知
- 妙任寺 - 片島
- 法厳寺 - 片島

## 名勝・史跡
- 遍照院

## 交通

### 鉄道
- 西日本旅客鉄道 山陽本線
  - 西阿知駅

### 道路
- 国道2号玉島バイパス
  - 高梁川大橋
- 国道429号（旧国道2号）
- 岡山県道60号倉敷笠岡線
- 岡山県道277号中島西阿知停車場線
- 岡山県道396号酒津中島線
- 岡山県道428号倉敷西環状線

### バス路線
- 船穂地区コミュニティバス船穂線 新倉敷駅南口 - 船穂公民館 - 西阿知駅 - イオンモール倉敷